# Závada (powiat Humenné)

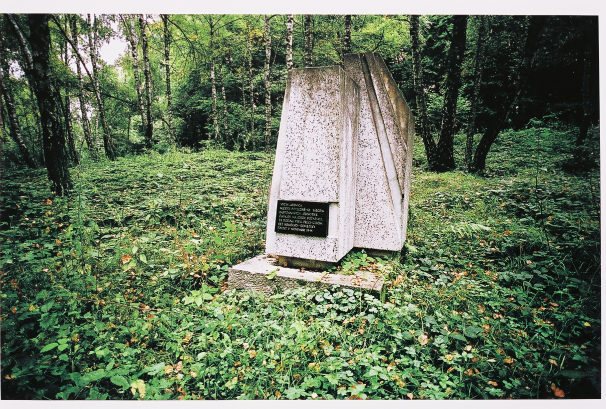
Zavada

Závada – wieś (obec) na Słowacji położona w kraju preszowskim, w powiecie Humenné. Pierwsze wzmianki o miejscowości pochodzą z roku 1454.
Według danych z dnia 31 grudnia 2012, wieś zamieszkiwało 78 osób, w tym 41 kobiet i 37 mężczyzn.
W 2001 roku rozkład populacji względem narodowości i przynależności etnicznej wyglądał następująco:
- Słowacy – 15,48%
- Rusini – 71,43%
- Ukraińcy – 13,1%

Ze względu na wyznawaną religię struktura mieszkańców kształtowała się w 2001 roku następująco:
- Katolicy rzymscy – 2,38%
- Grekokatolicy – 95,24%
- Prawosławni – 2,38%